# D.I.S.C.O. (Ottawan-dal)
A D.I.S.C.O. című dal a francia Ottawan zenekar debütáló kislemeze az azonos című D.I.S.C.O. című albumról. A dalt Daniel Vangarde és Jean Kluger írta. A dalt eredetileg francia nyelven rögzítették, mely kislemezen is szerepel.
A dal Hollandiában és Norvégiában 1. helyezett volt a slágerlistán, de több slágerlistára is felkerült, és helyezést ért el.
A dalban az énekesnő a D.I.S.C.O betűivel játszik, és énekli, hogy ("She is D, delirious mámoros / She is I, incredible hihetetlen / She is S, superficial felületes  / She is C, complicated  bonyolult  / Az "o" betűt nem mondja ki, hanem elnyújtva énekli: She is oh-oh-oh"

## Tracklista
12" Maxi
 Franciaország (Carrere 8.063)
1. "D.I.S.C.O" (Version Française) - 7:01
2. "D.I.S.C.O" (Version Anglaise) - 7:01

7" kislemez
 Németország (Carrere CAR 2024)
1. "D.I.S.C.O" (English Version) - 3:39
2. "D.I.S.C.O" (French Version) - 3:39

## Slágerlista és helyezések

### Összesítés
| Slágerlista 1979 - 1980                    | Legmagasabb helyezés |
| ------------------------------------------ | -------------------- |
| Ausztria Ö3 Austria Top 40                 | 4                    |
| Belgium Ultratop 50 Flanders               | 2                    |
| Franciaország IFOP                         | 7                    |
| Németország Media Control Charts           | 2                    |
| Írország IRMA                              | 2                    |
| Hollandia Single Top 100                   | 1                    |
| Hollandia Dutch Top 40                     | 3                    |
| Norvégia VG Charts                         | 1                    |
| Svájc Schweizer Hitparade                  | 5                    |
| Egyesült Királyság Official Charts Company | 2                    |

### Év végi összesítés
| Slágerlista 1979   | Legmagasabb helyezés |
| ------------------ | -------------------- |
| Franciaország IFOP | 11                   |

### Slágerlista 1980
| Slágerlista 1980                           | Legmagasabb helyezés |
| ------------------------------------------ | -------------------- |
| Ausztria Ö3 Austria Top 40                 | 13                   |
| Belgium Ultratop 50 Flanders               | 18                   |
| Németország Media Control Charts           | 3                    |
| Hollandia Single Top 100                   | 26                   |
| Hollandia Dutch Top 40                     | 22                   |
| Egyesült Királyság Official Charts Company | 5                    |

## Eladások
| Ország                 | Helyezés | Eladás  |
| ---------------------- | -------- | ------- |
| Franciaország SNEP     | Arany    | 532.000 |
| Egyesült Királyság BPI | Arany    | 500.000 |

## Feldolgozások
- 1997-ben az N-Trance nevű csapat dolgozta fel a dalt, mely Happy Hour című albumukon szerepel.[22]
- Chico Slimani angol énekes 2006-ban dolgozta fel a dalt, mely a brit kislemezlista 24. helyéig jutott.[23]
- 2011-ben az izraeli TYP duó is feldolgozta a dalt, mely a francia SNEP lista 53. helyéig jutott.[24]
- A dalt Ted Chippington humorista is előadta, melyet először John Peel disc-jockey játszotta le a közönségnek.

### A dal filmzenékben
- A dal a brit TV Queer As Folk című sorozatában is hallható volt.
- A Boogie Nights 2 musicalben is felcsendült a dal.
- A dal a brit Imagine Me & You című vígjátékban is hallható volt Rachel és Heck esküvőjén.

## Külső hivatkozások
- Videóklip
- Dalszöveg